# Produkt czysty
Produkt czysty jest terminem używanym przez XVIII wiecznych ekonomistów zwanych fizjokratami na określenie wartości wytworzonej wskutek pracy w rolnictwie, która stanowiła nadwyżkę ponad inwestycje poczynione przez pozostałe klasy społeczne na uprawę rolną przedsiębraną przez tzw. klasę produkcyjną.

Według fundamentalnego poglądu fizjokratów jedynym źródłem bogactwa była ziemia i dlatego tylko z niej mógł powstać produkt czysty. Fizjokraci uważali, że praca niezwiązana z rolnictwem polega wyłącznie na przekształceniu jednego dobra w inne, nie jest więc wartościotwórcza. W ówczesnym społeczeństwie dostrzegali 4 odrębne klasy społeczne:
- - właścicieli ziemskich (świeckich i duchownych), którzy wydzierżawiają posiadaną ziemię rolnikom dzierżawcom w zamian za czynsz dzierżawny ponoszony przez klasę produkcyjną w wysokości wartości produktu czystego,
  - jałową (tworzoną przez przemysłowców, rzemieślników i kupców), która stanowi jednocześnie kapitałodawcę i siłę roboczą, ale nie wytwarza nowej wartości, a jedynie przynosi równowartość zużytych środków konsumpcji,
  - produkcyjną, która zajmuje się pracą na roli i jako jedyna pomnaża wartość produkcji, tworząc produkt czysty,
  - biedotę, która nie bierze udziału w obiegu dóbr.

Mechanizm powstawania produktu czystego został zaobserwowany przez francuskiego ekonomistę François Quesnaya i przedstawiony w stworzonej przez niego Tablicy ekonomicznej (1758).

Koncepcje fizjokratów zostały przeinterpretowane przez Karola Marksa, który tworząc i charakteryzując pojęcie wartości dodanej, nawiązywał do definicji produktu czystego.